# Charade (album)
Pour les articles homonymes, voir Charade (homonymie).
Albums de Jeanne Cherhal
L'Eau
(2006) Histoire de J.
(2014)
Charade est le quatrième album de Jeanne Cherhal, sorti le 8 mars 2010. Il comprend onze chansons reliés par un fil conducteur : une charade en quatre parties. Elle signe tous les titres à l'exception de J'ai pas peur, coécrit avec Benjamin Biolay, et Mon corps est une cage, qu'elle adapte d'un morceau d'Arcade Fire. Les deux bonus tracks cités ci-dessous ne figurent pas sur l'album physique mais en téléchargement.

## Liste des titres
| No  | Titre                                                  | Durée |
| --- | ------------------------------------------------------ | ----- |
| 1.  | Certains animaux                                       | 3:38  |
| 2.  | En toute amitié                                        | 2:33  |
| 3.  | Mon corps est une cage                                 | 3:41  |
| 4.  | Mon premier                                            | 0:59  |
| 5.  | Hommes perdus                                          | 2:46  |
| 6.  | Qui me vengera                                         | 3:43  |
| 7.  | Cinq ou six années                                     | 4:08  |
| 8.  | Mon second                                             | 0:49  |
| 9.  | J’ai pas peur                                          | 3:00  |
| 10. | Plus rien ne me fera mal                               | 3:17  |
| 11. | Pays d’amour                                           | 3:07  |
| 12. | Mon troisième                                          | 1:14  |
| 13. | Lorsque tu m’as                                        | 3:12  |
| 14. | Reviens-moi                                            | 3:25  |
| 15. | Mon tout                                               | 1:53  |
| 16. | Astoria (bonus)                                        | 3:45  |
| 17. | Brandt Rhapsodie (en duo avec Benjamin Biolay) (bonus) | 4:42  |

## Classement hebdomadaire
| Classement (2010)            | Meilleure position |
| ---------------------------- | ------------------ |
| Belgique (Wallonie Ultratop) | 42                 |
| France (SNEP)                | 30                 |